# Warcraft: Orcs & Humans
Warcraft: Orcs & Humans™ (Tácticas de guerra: orcos y humanos) es un videojuego de estrategia creado por Blizzard Entertainment para PC. Es de los primeros juegos del género de estrategia en tiempo real o RTS. Warcraft: Orcs & Humans inicia la serie Warcraft y ocurre en un ambiente épico medieval donde los humanos del reino mítico de Azeroth enfrentan a los orcos invasores entre otras criaturas fantásticas.

## Generalidades de juego
El juego trata de administrar los recursos de oro, madera y alimento para hacer la guerra a la raza enemiga (orcos o humanos) y salir victorioso. La vista es aérea e isométrica, cuenta con un mapa que representa todo el escenario conocido y un mapa de órdenes donde el jugador selecciona sus unidades y les da comandos. Además de los gráficos que conforman los mapas particulares que representan suelo, cuerpos de agua y bosques, existen tres clases generales de unidades con las que se puede interactuar: unidad edificio, unidad trabajador y unidad militar; las distintas unidades militares poseen diversas capacidades de combate, los trabajadores y constructores son los que consiguen los recursos y construyen los edificios, siendo estos últimos los que posibilitan la producción de una armada más poderosa y competitiva.

## Modos de juego

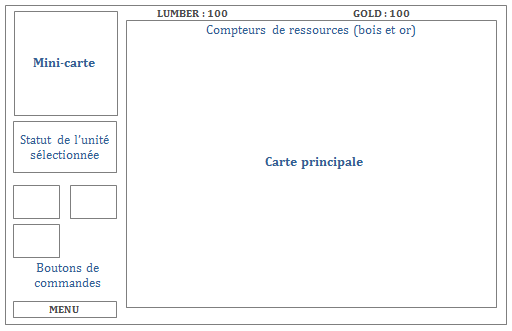
Diagrama que muestra las funcionalidades de la interfaz en el videojuego Warcraft: Orcs and Humans

Existen dos modos de juego: el modo campaña de un jugador y el modo multijugador de competencia. La primera modalidad narra una historia y muestra los elementos del juego gradualmente, la segunda en cambio plantea una sola batalla con todos los recursos disponibles en un mapa equilibrado para los jugadores.
En el modo campaña hay dos formas de juego: uno es el estándar que representa una batalla en campo abierto y otro es el que representa una incursión dentro de una mazmorra. En la segunda forma no es posible obtener recursos, construir ni entrenar nuevas unidades.

### Modo de un jugador
El jugador escoge entre alguna de las dos historias que deciden el final de Azeroth: el curso de los inmundos orcos o la brillante defensa de los nobles humanos.
La historia de Azeroth se cuenta a lo largo de 12 escenarios según la campaña que se juega, cada uno de estos incluye un resumen de la misión en el cual se narran los avances de la guerra entre orcos y humanos. Mientras avanza la campaña, mayor es la variedad de elementos de la fantasía clásica que aparecen, desde las sencillas representaciones de combates con armas cuerpo a cuerpo hasta poderosas invocaciones de brujos o magos. Esto implica que no todas las posibilidades de juego, como la construcción de ciertas unidades avanzadas, están activadas en los escenarios iniciales de las campañas y que su desbloqueo es gradual conforme se van acumulando victorias.

#### Campaña orca.
1. Los pantanos del dolor: establecer una base para mantener alimentadas las hordas orcas.
2. Las tierras fronterizas: limpiar los pantanos del dolor de cualquier presencia humana en ellos.
3. Grand Hamlet: destruir la aldea humana de Gran Hamlet.
4. Las minas de la muerte: matar a Griselda, la hija de Blackhand, que ha huido con Turok y sus ogros y se ha refugiado en los calabozos de las minas de la muerte.
5. Las montañas de cresta grana: derrotar a los humanos que están atacando la base orca en las montañas de cresta roja, y destruir así mismo la base humana desde donde lanzan sus ataques.
6. Sunny Glade: destruir la base humana de Sunny Glade y estudiar los secretos mágicos que guarda su torre.
7. Black Morass: derrocar a Blackhand destruyendo su puesto avanzado en Black Morass, lugar de abastecimiento para su castillo en Blackrock Spire.
8. La abadía Northshire: rescatar a la espía Garona, que tiene importante información acerca de conjuros mágicos útiles para derrocar al rey humano Llane.
9. El bosque de North Elwynn: controlar los puentes del bosque y destruir las dos bases que los humanos tienen en el lugar.
10. El centro de las tierras de los hombres: destruir por sorpresa y sin posibilidad de entrenar más tropas, un puesto humano cerca de la capital.
11. Goldshire y Moonbrock: destruir las dos únicas ciudades humanas que se interponen entre la horda orca y el castillo de Stormwind.
12. El castillo Stormwind: destruir el castillo, derrocando así al rey Llane de Azeroth.
Tras la victoria orca, la horda indaga en las tierras situadas más allá del gran mar, aún bajo el control humano.

#### Campaña humana
1. Regencia: establecer una base para mantener el control del territorio.
2. Grand Hamlet: defender el asentamiento humano de Grand Hamlet acabando con toda presencia orca en sus alrededores.
3. Kyross: destruir la aldea orca de Kyross, escondida en los pantanos del dolor.
4. Las minas de la muerte: adentrarse en las minas y rescatar a Sir Lothar y sus soldados perdidos en manos de los ogros.
5. El bosque de Elwynn: destruir la aldea orca para asegurar las tierras fronterizas de Azeroth.
6. La abadía Northshire: sofocar la rebelión que sufren los monjes de Northshire y destruir la base de los humanos traidores.
7. Sunny Glade: rescatar a los cautivos de Sunny Glade de los orcos, desarrollar la ciudad, y destruir la base enemiga cercana.
8. Medivh: adentrarse en la torre de Medivh y acabar con él antes de que reúna demasiado poder mágico.
9. Black Morass: destruir la base orca en Black Morass, cerca de la frontera con Azeroth.
10. El templo de los malditos: Garona asesina al rey Llane. Debes asaltar por sorpresa el templo de los malditos, un importante centro de magia orca.
11. Rockhard y Stonard: destruir estas dos ciudades orcas que defienden el último reducto de Blackhand.
12. Blackrock Spire: destruir el castillo de Blackrock Spire para liberar definitivamente Azeroth de la amenaza orca.
Tras la victoria humana, el rey Llane es sucedido, y los humanos investigan el lugar exacto donde se abrió el portal oscuro por el que entraron los orcos en Azeroth.

### Modo multijugador
Warcraft: Orcs & Humans permite que los jugadores compitan entre sí para determinar cual de ellos es el mejor estratega. La historia de la invasión orca queda de lado y los jugadores enfrentan la inteligencia y destreza humanas de su oponente en alguno de los más de veinte escenarios disponibles diseñados para este propósito. En esta modalidad de juego los jugadores cuentan con toda las posibilidades de crecimiento desbloqueadas y la velocidad de crecimiento y control de las unidades es la clave para ganar. La conexión puede hacerse por medio de un módem o redes IPX.

## Objetos
Entre todos los objetos gráficos de juego destacan las unidades con habilidades para combatir y los edificios para entrenar, mejorar o conseguir recursos. Estas son las unidades que propiamente responden a los controles de los jugadores.
El mapa de órdenes representa una superficie navegable por las unidades móviles y representa distintas clases de suelo: los cuadros transitables (llanuras), los intransitables (agua, muros de roca) y aquellos explotables y agotables (bosques). Hay una buena cantidad de detalles que dan variantes a estos cuadros, pero no suelen representar nada significativo más que ser un espacio para las unidades.

### Unidades
Los trabajadores y las unidades militares son las unidades móviles que responden a varias órdenes del jugador. El uso adecuado de estas unidades es lo que logra vencer el juego. Las principales se listan en la tabla siguiente:
| Función                                                         | ORCOS                             | HUMANOS                              |
| --------------------------------------------------------------- | --------------------------------- | ------------------------------------ |
| recolección de recursos, construcción y reparación de edificios | peón                              | aldeano                              |
| infantería                                                      | grunt                             | soldado                              |
| unid. de alcance                                                | lancero                           | arquero                              |
| caballería                                                      | raider                            | sir                                  |
| artillería                                                      | catapulta                         | catapulta                            |
| religión                                                        | necrolita                         | monje                                |
| magia                                                           | brujo                             | conjurador                           |
| invocaciones                                                    | esqueleto, araña gigante, demonio | escorpión gigante, elemental de agua |

Cuando el juego cambia a la modalidad calabozo o caverna aparecen otras unidades que sirven como obstáculos o peligros. Se trata de monstruos tales como los ogros, los elementales de fuego y las amebas gigantes. Estas criaturas no se pueden entrenar normalmente sino que están colocadas en lugares específicos en el diseño del mapa.
Las campañas del juego tiene unidades especiales que tienen relevancia en la historia de Warcraft y que forman parte de las condiciones de victoria. Estas unidades son cruciales en las mazmorras donde no se consiguen recursos, no se manejan trabajadores ni edificios. Para alcanzar el objetivo hay que controlar correctamente las unidades militares de que se dispone. Cuatro de estas unidades especiales son personajes del mundo de Warcraft: Griselda y Garona en la campaña orca, y Anduin Lothar y Medivh en la campaña humana.

#### Los necrolitas
Además de un ataque básico, los necrolitas son capaces de resucitar a los muertos, tanto orcos como humanos, y transformarlos en zombies esqueléticos que lucharán contra el enemigo durante un breve período de tiempo. Son capaces también de explorar partes del mapa mediante la visión oscura, e invulnerabilizar a otras unidades con la armadura sacrílega.
Se entrenan en los templos.

#### Los brujos orcos
Además de un ataque básico, los brujos orcos son capaces de invocar la pestilencia, lo que afecta tanto a unidades como edificios enemigos. Son capaces además de invocar arañas gigantes y demonios, que luchan contra el enemigo durante cierto tiempo hasta que se desvanecen.
Se entrenan en las torres.

#### Los monjes
Además de un ataque básico, la principal habilidad de los monjes es la de sanar a los humanos heridos. También son capaces de explorar el mapa mediante la luz sagrada, y de hacer invisible para el enemigo a una unidad durante un tiempo.
Se entrenan en los templos.

#### Los magos
Además de un ataque básico, los conjuradores pueden lanzar una lluvia de fuego que daña tanto unidades como edificios enemigos. También son capaces de invocar escorpiones gigantes y elementales de agua, que luchan contra el enemigo durante cierto tiempo hasta que se desvanecen.
Se entrenan en las torres.

### Edificios
Se trata de unidades que representan inmuebles. Normalmente, los edificios pueden cumplir órdenes a cambio de recursos, en particular, poder entrenar determinadas unidades o mejorar alguna habilidad de las existentes. A veces, la sola presencia de un edificio otorga pasivamente recursos a su controlador, como sucede con las granjas, que proporcionan recurso de alimento, pero también desbloquea ciertas mejoras. Por su parte, la construcción de caminos posibilita expandir la superficie donde puedan levantarse nuevos edificios.
Los edificios deben construirse uno junto a otros, siempre además junto a la calzada, que se puede pavimentar desde la fortaleza. También se puede defender la base con muros. Una de las características que distingue a Warcraft: Orcs & Humans de su sucesores RTS es que no se puede edificar si no se ha hecho un camino que conecte al nuevo edificio con otros anteriores.
| Función         | ORCOS      | HUMANOS    |
| --------------- | ---------- | ---------- |
| centro civil    | fortaleza  | fortaleza  |
| alimentación    | granja     | granja     |
| militar         | barracones | barracones |
| fab. de flechas | arquería   | arquería   |
| religión        | templo     | templo     |
| cabalgadura     | cubil      | establo    |
| mejora de armas | herrería   | herrería   |
| magia           | torre      | torre      |

Además de las minas de oro, que son edificios neutrales reglamentarios de un escenario donde se extrae oro, en el modo campaña o historia del juego también se reproducen el Castillo de Stormwind y el Castillo de Blackrock Spire.